# Президентська кампанія Дональда Трампа 2016
Президентська кампанія Дональда Трампа — виборча кампанія підприємця і телеведучого, автора книг, кандидата в президенти від Республіканської партії на виборах президента Сполучених Штатів 2016 року. Основна стратегія Трампа — виграти достатню кількість праймеріз і кокусів, щоб досягти більшості голосів делегатів у першому турі, закріпивши висунення на посаду президента.
Трамп вирізняється популістською позицією стосовно нелегальної міграції. Бажання призупинити несправедливі, на його думку, торговельні Угоди і військові інтервенції принесло йому особливу підтримку серед «синіх комірців». У підсумку, Трамп став головним претендентом на висунення в президенти від Республіканської партії. Деякі світові лідери висловили стурбованість з приводу його перспективи стати президентом.
8 листопада 2016 року Дональд Трамп здобув перемогу на президентських виборах, обійшовши за кількістю голосів виборників Гілларі Клінтон.